# Alness River
Alness River (engelska: River Averon) är ett vattendrag i Storbritannien. Det ligger i kommunen Highland och riksdelen Skottland, i den norra delen av landet. Floden mynnar i havsviken Cromarty Firth.